# Revin
Revin település Franciaországban, Ardennes megyében. Lakosainak száma 5795 fő (2022. január 1.). Revin Anchamps, Fumay, Hargnies, Haybes, Laifour, Les Mazures, Monthermé és Rocroi községekkel határos.

## Népesség
A település népessége az elmúlt években az alábbi módon változott:
| Lakosok száma | 12 156 | 10 465 | 9371 | 7910 | 6783 | 6518 | 6239 | 5836 | 5825 | 5795 |
|               | 1968   | 1982   | 1990 | 2006 | 2013 | 2015 | 2017 | 2019 | 2020 | 2022 |